# Wywła
Wywła – wieś w Polsce położona w województwie świętokrzyskim, w powiecie jędrzejowskim, w gminie Słupia.
| SIMC    | Nazwa             | Rodzaj     |
| ------- | ----------------- | ---------- |
| 0269475 | Kopiec Kościuszki | przysiółek |
| 0269481 | Miedzka           | przysiółek |

## Nazwa
Nazwę miejscowości w zlatynizowanej staropolskiej formie Wywla villa wymienia w latach (1470–1480) Jan Długosz w księdze Liber beneficiorum dioecesis Cracoviensis. Długosz wymienia jako właściciela Stanisława Koszczenia herbu Jastrzębiec.

## Historia
Na polach wsi Wywła, a także w sąsiadujących wsi Chebdzie i Przybyszów, w dniu 6 czerwca 1794 roku wojska polskie stoczyły z armią rosyjsko-pruską bitwę pod Szczekocinami. Przeciwko polskiemu korpusowi generała Tadeusza Kościuszki stanęły połączone wojska rosyjsko-pruskie pod wodzą króla Prus Fryderyka Wilhelma II i gen. Adriana Denisowa, w liczbie ponad 26 tysięcy ludzi. Bitwa zakończyła się klęską wojsk polskich i wycofaniem ich w kierunku Warszawy. Śmiertelnie ranny w tej bitwie został chorąży grenadierów krakowskich Bartosz Głowacki.
Dla upamiętnienia wydarzeń w miejscowości znajdują się Kopce Kościuszki i Kosynierów. W miejscu zadania śmiertelnej rany Głowackiemu stał dąb, który latem 2013 roku podczas burzy został złamany uderzeniem pioruna. Co roku odbywają się uroczystości związane z rocznicą bitwy.
W latach 1975–1998 miejscowość administracyjnie należała do województwa kieleckiego.
Przez wieś przechodzi  żółty szlak turystyczny prowadzący z Moskorzewa do Szczekocin.

## Zabytki
- Zbiorowe mogiły poległych w bitwie pod Szczekocinami z 1794 r., wpisane do rejestru zabytków nieruchomych: „Kopiec Kosynierów” (nr rej.: A.925 z 31.12.2014) i „Kopiec Prusaków” (nr rej.: A.920 z 18.09.2013)[7].